# ヴァン湖 (ドイツ)
ヴァン湖 (ドイツ語: Wannsee,  ドイツ語発音: [ˈvanzeː]) は、ドイツ・ベルリンの西部シュテーグリッツ＝ツェーレンドルフ区に位置する湖。
日本語ではドイツ語をそのままにヴァンゼーとも呼称される。
なおドイツでの正式名称は Großer Wannseeであり、直訳すれば大ヴァン湖となる。

## 概説
ベルリン中心部からSバーンで30分程度の位置にあり、最寄り駅は同名のヴァンゼー駅である。ベルリン西部の日光浴やレクレーションスポットとしてよく知られている。
夏は湖水浴や、ボートなどを楽しむ姿が目立つが、冬は完全凍結することが多く、スケートや、ウインタースポーツで遊ぶ姿が見受けられ、四季を通じてベルリン市民に親しまれている。
1929年から30年にかけて造られたヴァンゼー湖水浴場は、ヨーロッパでもっとも長い内陸ビーチの一つである。湖岸の近くに全日制のベルリン日本人国際学校（小学1年から中学3年）が所在する。

## 出来事
- 劇作家ハインリヒ・フォン・クライストは1811年11月21日、ヴァン湖南方に続く小ヴァン湖（ドイツ語版）湖畔で愛人の人妻ヘンリエッテ・フォーゲルと共にピストル心中を遂げた[要出典]。
- 1942年には湖畔の邸宅で、ヒトラー政権の高官らによるヴァンゼー会議が開かれた[4][5]。

## ギャラリー
- 湖の入り口
- ヴァンゼーのリド（湖水浴場）
- ヴァンゼーの遊泳エリア
- 遊泳エリアへの入場口